# Conférence luso-francophone de la santé
 (juillet 2013).
Si vous disposez d'ouvrages ou d'articles de référence ou si vous connaissez des sites web de qualité traitant du thème abordé ici, merci de compléter l'article en donnant les références utiles à sa vérifiabilité et en les liant à la section « Notes et références ».
La Conférence luso-francophone de la santé (COLUFRAS) est une organisation non gouvernementale internationale à but culturel d'origine québécoise et brésilienne et dont le siège social se situe à Montréal (Québec). Elle entend soutenir l’utilisation du français et du portugais dans le domaine de la santé en soutenant des activités et des échanges. Elle regroupe des membres issus du milieu de la santé, de l'administration publique et des universitaires.

## Organisation de l'association

### Fonctionnement
La Conférence luso-francophone de la santé est une organisation ouverte à toutes personnes physiques et morales à la seule condition d’être intéressées à promouvoir les buts de l’organisation. Préalablement à leur adhésion, la candidature des membres doit être approuvée par le conseil d’administration.
L’assemblée générale des membres de la Conférence luso-francophone de la santé se réunit tous les deux ans, généralement en marge de l’une de ses activités internationales qui se déroulent dans un pays lusophone ou francophone, sur convocation du conseil d’administration. 
Le conseil d'administration, organe décisionnel quotidien, doit être composé de ressortissants de quatre pays minimums.

### L'exécutif
Le mandat des instances de la COLUFRAS est renouvelé tous les deux ans à l'occasion de l'assemblée générale. 
Actuellement, le président de la COLUFRAS est Rémy Trudel. Il a notamment été député du Parti québécois de la circonscription de Rouyn-Noranda—Témiscamingue de 1989 à 2003 et ministre de la Santé et des Services sociaux (2001-2002) dans le gouvernement de Bernard Landry.
Plusieurs autres personnes constituent l'équipe de la COLUFRAS. Il s'agit de : 
- Normand Asselin, ex-chef du programme de coopération technique à l'Ambassade du Canada au Brésil ;
- Dr. Fernando Cupertino, président du Conselho Nacional dos Secretários de Saúde du Brésil de 2000 à 2003[4] ;
- Jean-Paul Servant, spécialiste en commerce international et diplômé en administration publique ;
- Florent Michelot, assistant de recherche à l'Université de Montréal et chargé de cours à l'Université du Québec à Montréal ;
- Me Sophie Tremblay, directrice et cofondatrice de NOVAlex et ancienne présidente de Force Jeunesse l'assistent au sein de l'exécutif.

## Actions de diffusion
La COLUFRAS a organisé plusieurs symposiums internationaux visant à se pencher sur une problématique précise relative à l'administration des systèmes de santé. À ce jour, quatre ont été tenus à :
- Montréal (Québec, Canada), du 14 au 18 juin 2005[6] : « Santé et citoyenneté dans l’univers luso-francophone : comment développer la coopération et les échanges dans le domaine de la santé? »[7] ;
- Salvador (Bahia, Brésil), du 13 au 17 juillet 2007 : « Équité, éthique et droit à la santé : Défis de la santé collective dans le cadre de la mondialisation » ;
- Campo Grande (Mato Grosso, Brésil), du 29 novembre au 1er décembre 2010[8] : « L’amélioration continue de la performance des systèmes et des services de santé : un enjeu incontournable »;
- Praia (Cap-Vert), du 4 au 10 avril 2013[9] : « Quelles ressources humaines faut-il pour réussir la réforme des soins de santé primaires? »[10],[11],[12].

Plus ponctuellement, des conférences et des formations sont aussi organisées, à destination des professionnels de la santé et des administrateurs. En outre, la COLUFRAS prétend tabler sur des actions de réseautage professionnel pour faire avancer ses travaux.
En 2014, la COLUFRAS a publié le premier volume de sa Revue d'études lusofrancophones en santé, ce volume faisant la synthèse des travaux de ses trois dernières conférences.

## Cadre d'action
Les actions de la COLUFRAS sont conduites dans une optique d'autonomie par rapport aux États et gouvernements, tout en agissant en faveur du partage de connaissances entre les diverses structures travaillant en son sein. Elle prétend à ce que l'objectif de convergence se traduise par la promotion des valeurs d'équité entre les peuples et de diversité linguistique et culturelle.
Pour l'organisation de ses travaux, elle est régulièrement appuyée par : 
- L'Organisation panaméricaine de la santé (OPS)[15] ;
- Le Ministère de la Santé et des Services sociaux du Québec[16] ;
- L'Institut national de santé publique du Québec ;
- L'École nationale d'administration publique ;
- Le Ministère de la Santé du Brésil et des gouvernements où se déroulent ses activités[17] ;
- D'autre ONG de professionnels de la santé, tel que l'Observatório Ibero-Americano de Políticas e Sistemas de Saúde (OIAPSS)[18], le Conselho Nacional de Seretarios de Saúde (CONASS), le Conselho Nacional De Secretarias Municipais de Saúde (CONASEMS).